# 鳥取プレイランドサーキット
鳥取プレイランドサーキット（とっとりプレイランドサーキット）は、鳥取市国府町に所在するレーシングカート・（ミニバイク、軽四）用サーキット場。
バブル期に建設された大型テーマパーク鳥取プレイランドの跡地に残る広大な駐車場を利用して2009年よりサーキット場となった。

## 施設概要
営業時間
10:00～17:00（12月～3月は雪の為走行不可）
定休日 - 火曜日
※雨天時等走行できない場合有

## コース
テクニカルコース
全長500m
ハイスピードコース
全長400m

## 所在地
鳥取市国府町菅野